# Лома-Лінда
Лома-Лінда (англ. Loma Linda, від іспанського «Прекрасний пагорб») — місто (англ. city) в США, в окрузі Сан-Бернардіно штату Каліфорнія. Населення — 24 791 особа (2020).
Центральна частина міста знана як «місто-пагорб» (Mound City), а східна частина — як Брін-Маур (Bryn Mawr).

## Географія
Лома-Лінда розташована за координатами 34°2′38″ пн. ш. 117°14′58″ зх. д. / 34.04389° пн. ш. 117.24944° зх. д. (34.043937, -117.249542).  За даними Бюро перепису населення США у 2010 році місто мало площу 19,47 км², з яких 19,47 км² — суходіл та 0,00 км² — водойми.

### Найближчі муніципалітети
На даній діаграмі позначені муніципалітети, розташовані в радіусі 16 кілометрів від Лома Лінди.

## Демографія
Згідно з переписом 2010 року, у місті мешкала 23 261 особа в 8764 домогосподарствах у складі 5483 родин. Густота населення становила 1195 осіб/км².  Було 9649 помешкань (496/км²).
Расовий склад населення:
| - 47,8 % — білих - 28,3 % — азійців - 8,7 % — чорних або афроамериканців - 0,7 % — вихідців з тихоокеанських островів - 0,4 % — корінних американців - 8,7 % — осіб інших рас |

До двох чи більше рас належало 5,4%. Частка іспаномовних становила 22,2% від усіх жителів.
За віковим діапазоном населення розподілялося таким чином: 20,9 % — особи молодші 18 років, 65,2 % — особи у віці 18—64 років, 13,9 % — особи у віці 65 років та старші. Медіана віку мешканця становила 33,2 року. На 100 осіб жіночої статі у місті припадало 88,0 чоловіків;  на 100 жінок у віці від 18 років та старших — 83,9 чоловіків також старших 18 років.
Середній дохід на одне домашнє господарство  становив 78 940 доларів США (медіана — 55 895), а середній дохід на одну сім'ю — 94 401 долар (медіана — 67 111). Медіана доходів становила 52 178 доларів для чоловіків та 50 012 долари для жінок. За межею бідності перебувало 17,6 % осіб, у тому числі 23,6 % дітей у віці до 18 років та 9,1 % осіб у віці 65 років та старших.
Цивільне працевлаштоване населення становило 10 670 осіб. Основні галузі зайнятості: освіта, охорона здоров'я та соціальна допомога — 56,2 %, роздрібна торгівля — 10,2 %, науковці, спеціалісти, менеджери — 8,2 %.